# 국정교과서 (공기업)
국정교과서 주식회사(國定敎科書 株式會社)는 대한민국 문교부가 출자하여 설립한 정부출연기관이자 공기업이었다. 설립 초기에는 서울특별시 동작구 대방동에 위치하였다가 1991년 충청남도 연기군 동면(현 세종특별자치시 연동면) 내판리로 이전하였다.

## 연혁
- 1953년 대한문교서적(주) 설립[3]
- 1956년 국정교과서주식회사로 명칭 변경[4]
- 1974년 국정교과서 제도 본격 도입[5]
- 1996년 국정교과서 제도 폐지[6]
- 1998년 11월 민영화 대상 공기업으로 지정되어[7] 대한교과서(현 미래엔)에 인수
- 1999년 5월 대한교과서(현 미래엔)에 흡수합병

## 같이 보기
- 국정교과서
- 동북아역사재단
- 미래엔